# Де Кериллис, Анри
Анри Адриен Кэллёк де Кериллис (фр. Henri Adrien Calloc'h de Kérillis; 27 октября 1889, Вертей-ан-Медок, департамент Жиронда — 11 апреля 1958, Лонг-Айленд) — французский политик, журналист и авиатор. Правый националист, консервативный республиканец. Убеждённый антикоммунист, но активный сторонник союза Франции с СССР против гитлеровской Германии. Публицист Сопротивления. Сторонник генерала де Голля, впоследствии его противник.

## Боевой лётчик. Журналист-путешественник
Родился в семье контр-адмирала французского военно-морского флота. Окончил кавалерийскую школу в Сомюре. Первую мировую войну начал лейтенантом кавалерии. Затем перешёл в военную авиацию, командовал эскадрильей. Совершил 256 боевых вылетов, 6 раз был сбит, получил тяжёлое ранение. За храбрость и военные успехи награждён орденом Почётного легиона. Анри де Кериллис — один из первых в военной истории лётчиков бомбардировочной авиации.
После войны до 1926 работал в авиастроительной компании Farman. Посетил со служебными командировками США и Великобританию, участвовал в строительстве аэродрома на Кубе.
С 1920 сотрудничал с газетой L'Écho de Paris. Опубликовал ряд очерков о британских и американских политиках. Был учредителем газеты l'Époque. Писал в основном очерки о своих экстремальных путешествиях (в 1924 с африканской экспедицией Гастона Градиса пересёк Сахару) и на политические темы (в 1925 побывал в Сирии во время арабского восстания, обвинял французского колониального комиссара Морриса Саррая в политической некомпетентности).

## Консервативный патриот
Де Кериллис считал германский реваншизм главной национальной опасностью для Франции (особенную тревогу вызывало у него возрождение немецкой военной авиации). Он категорически осуждал расизм и тоталитаризм гитлеровского режима, но более лояльно относился к Муссолини (в частности, отмечал отсутствие в итальянском фашизме концептуального антисемитизма) и был сторонником Франко в испанской гражданской войне.

Я не верю в программы и доктрины. Я вижу социалистическую опасность — я борюсь. Беру пример с Клемансо: «Я веду войну».

Анри де Кериллис

Несмотря на последовательный антикоммунизм, к СССР де Кериллис относился как к военному союзнику против германской угрозы, выступал за тесное франко-советское сотрудничество.

Внешняя политика моей страны основана на соединении французской и славянской мощи.

Анри де Кериллис

В 1926 де Кериллис баллотировался в парламент, но проиграл коммунистическому кандидату. После этого поставил задачу укрепить правые политические силы. Де Кериллис создал Национальный центр республиканской пропаганды, организовал выпуск консервативно-республиканской массовой печати, кино- и радиоагитацию. Центр предпринимал усилия для объединения правых республиканцев в единую коалицию. Однако в 1937 Анри де Кериллис отклонил предложение фашиста Жака Дорио вступить во Фронт свободы.
В 1936 Анри де Кериллис был избран в парламент. Входил во фракцию независимых республиканцев Жоржа Манделя. Специализировался на внешнеполитических вопросах. Выступал против социальных реформ правительств Народного фронта, кабинетов Блюма и Шотана. В принципе признавая необходимость активной социальной политики, де Кериллис считал несвоевременным сокращение рабочего времени или введение оплачиваемых отпусков перед лицом германской военной опасности. С его точки зрения эти меры подрывали оборонную промышленность Франции.
Критиковал пацифистские настроения как морально-политическое разоружение перед Гитлером. С 1936, после занятия вермахтом Рейнской области, считал войну практически начавшейся. 4 октября 1938 Анри де Кериллис стал единственным депутатом-консерватором, голосовавшим против Мюнхенского соглашения, которое характеризовал как постыдную ошибку.

Есть патриоты, которые надеются, что свободная Франция может жить в мире с новым германским гигантом. Не ждите этого. Германия беспощадна к слабым и не прощает слабых. Германия уважает только сильных, и мы должны показать, что ни перед чем не остановимся.

Анри де Кериллис

## Публицист Сопротивления
16 июня 1940, когда поражение французских войск от вермахта стало очевидным, Анри де Кериллис вылетел на самолёте в Англию. В Лондоне он встретился с генералом де Голлем и обсудил планы организации сопротивления. Затем перебрался в Нью-Йорк. Власти Виши заочно приговорили де Кериллиса к смертной казни. Его сын Ален был арестован и расстрелян коллаборационистской милицией.
Анри де Кериллис не участвовал в боевых действиях французского Сопротивления, но активно занимался его политической пропагандой. Он редактировал в США антинацистский журнал Pour La Victoire, привлекал к сотрудничеству авторитетных деятелей политики, культуры, науки, многие из которых резко расходились с самим Кериллисом в политических взглядах (Андре Бретон, Клод Леви-Стросс, Жюльен Грин, Жак Маритен, Ева Дениза Кюри, Антуан де Сент-Экзюпери). Де Кериллис всемерно поддерживал де Голля и страстно осуждал коллаборационизм.

## Противник де Голля
К 1943 де Кериллис стал противником де Голля. Он усмотрел в действиях генерала тенденцию к монополизации власти, установление единоличной диктатуры в Сопротивлении и угрозу распространения этой диктатуры на страну после освобождения от оккупации. Де Кериллис резко осудил сотрудничество де Голля с коммунистами, но не по идеологическим мотивам, а из-за прогерманской позиции ФКП в 1940. Немаловажную роль сыграло и то, что де Голль ничего не предпринял для спасения Алена де Кериллиса.
В 1945 Анри де Кериллис написал статью Pétain faisait mieux («Петэн был лучше») и книгу De Gaulle dictateur («Диктатор де Голль»), в 1946 — книгу I accuse De Gaulle («Я обвиняю де Голля»). Автор обвинял генерала в том, что его личные амбиции затмили национально-патриотические цели, что дело освобождения Франции поставлено на службу надвигающейся новой диктатуре, отмечал присутствие в окружении де Голля не только коммунистов, но и бывших кагуляров. Однако выступления де Кериллиса уже не могли подорвать позиций де Голля.
После войны Анри де Кериллис остался в США, отказавшись вернуться на родину, «порабощённую новыми хозяевами». Скончался в Лонг-Айленде через 13 лет после освобождения Франции.

## Принципы и память
Анри де Кериллис как историческая фигура пользуется во Франции почти всеобщим уважением. В главную заслугу ему ставится последовательный патриотизм.

Прежде моего социального класса — Франция. Прежде капитализма — Франция. Прежде нашей политической системы — Франция. Прежде моих идеологических принципов — Франция. Когда же Францию не ставят выше всего — вот и упадок!

Анри де Кериллис

Для де Кериллиса была характерна твёрдость принципов. Он не принимал политических трендов 1920—1940-х годов — тактической гибкости, быстрой смены позиций, многократных переходов из одного лагеря в другой — и это далеко не всегда способствовало ситуативному политическому успеху. Однако это обеспечило Анри де Кериллису почётное место во французской политической истории.